# اومبرگ
اومبرگ (به سوئدی: Omberg) یک کوه در سوئد است که در بخش ادسهگ واقع شده‌است. اومبرگ ۲۶۲٫۸ متر بالاتر از سطح دریا واقع شده‌است.